# Sibinj Krmpotski
Sibinj Krmpotski – wieś w Chorwacji, w żupanii primorsko-gorskiej, w mieście Novi Vinodolski. W 2011 roku liczyła 43 mieszkańców.